# Новоскольцев Олександр Никанорович

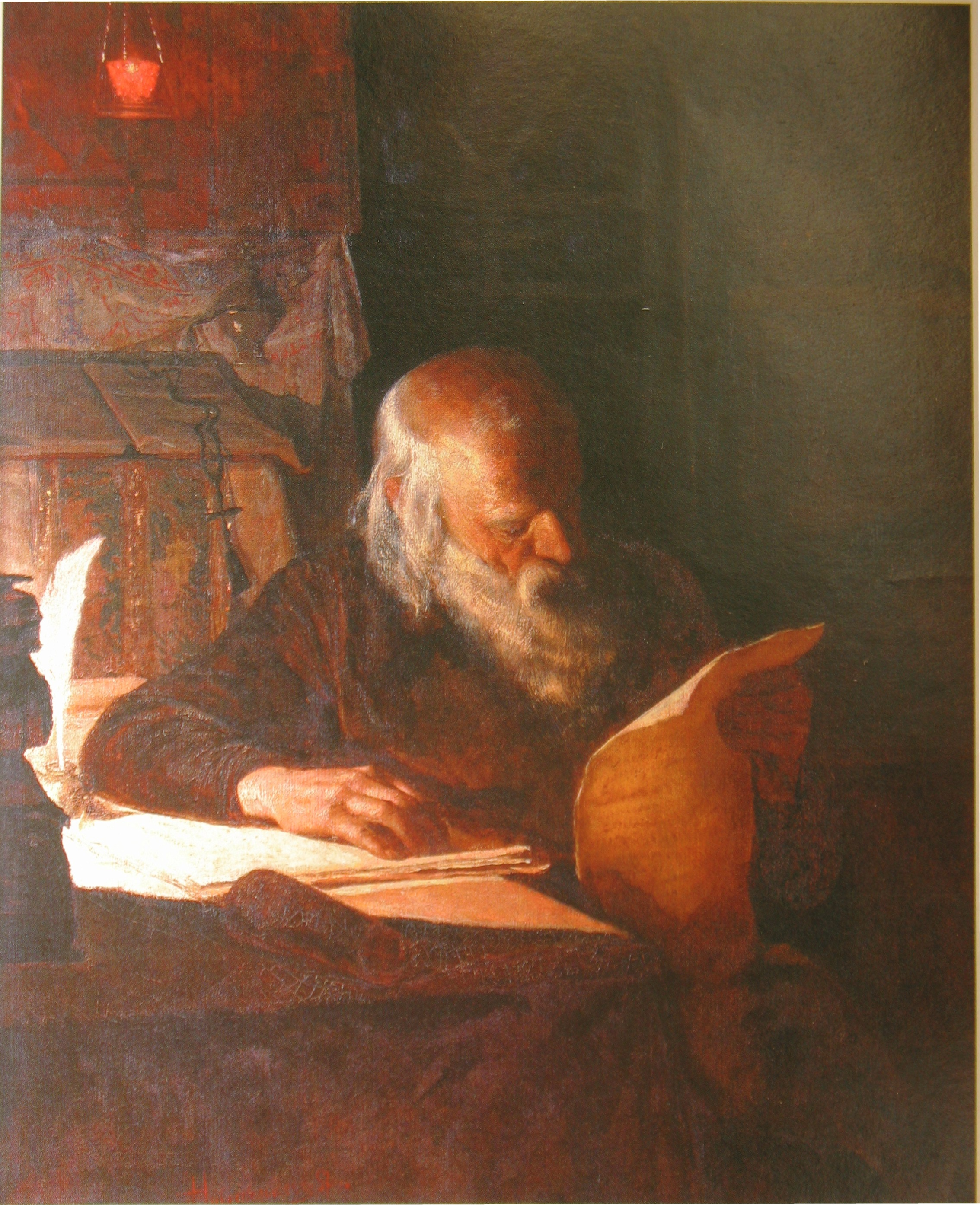
Новоскольцев О. Н. Літописець (1887)

Новоскольцев Олександр Никанорович (17 (29) листопада 1853, м. Землянськ Воронезької губернії — 1919, Петроград) — російський художник, графік, майстер історичного та побутового жанрів, іконописець та портретист, академік історичного живопису.